# インタビューマン山下
インタビューマン山下（インタビューマンやました、1968年〈昭和43年〉10月29日 - ）は日本のお笑いタレント、フリー芸能記者、実業家。香川県高松市出身。吉本総合芸能学院（NSC）大阪校10期生。本名は山下 栄緑（やました しげのり）。お笑いコンビ・ジャリズムのツッコミとして活動。当時の相方は、落語家の桂三度。

## 略歴
大手前高松高等学校、摂南大学法学部卒業。
大学卒業後の1991年（平成3年）4月にNSCに入学、同年11月に渡辺鐘と漫才コンビ「山下・渡辺」、後のジャリズムを結成するが、1998年（平成11年）12月に解散。解散後、芸名を本名から山下しげのりに改めた上でピン芸人となり、ルミネtheよしもとの新喜劇などで活動する。2001年（平成13年）には友野英俊と漫才コンビ「ガリッパナ」を結成するも、2003年（平成15年）に解散。
2004年（平成16年）2月にジャリズムを再結成し、舞台公演のほか、『笑いの金メダル』などの番組に出演。同年11月から2006年3月19日まで、CBCテレビのバラエティ番組『ノブナガ』内で自身のコーナー「写真マラソン」がスタート。
2008年（平成20年）7月5日、新宿FACEのグラップリング大会DEEP X 03に参戦。女子プロレスラー闘牛・空に判定で勝利した。
2011年（平成23年）3月2日 - 相方の渡辺が桂三枝（現・六代目桂文枝）に弟子入りしたことに伴い、ジャリズムが再び解散。芸名をオモロー山下に改名。この時期、ファンタスタープロモーションでのタレントマネージメントを副業としていた。
2012年（平成24年）6月5日、今田耕司と宮迫博之よりそれぞれ500万円の出資を受け、東京都目黒区目黒にうどん屋「山下本気うどん」を開店。店名は堺正章が命名した。2017年6月には「山下本気うどん」をガーデンにライセンス契約、のち2021年10月に商標が買い取られガーデンの自社ブランドとなり、山下自身は2021年時点でプロデューサーとして携わっている。
2017年（平成29年）6月13日、芸人引退を宣言し、同時に吉本興業を退社。「山下本気うどん」の経営は続けながら、『女性自身』の記者となる。同年12月より女性自身専属を離れてフリーランスの記者となり、これを機にインタビューマン山下に改名。2021年（令和3年）、M-1グランプリ2021にて芸人復帰し、街裏ぴんくとのユニット「山下ぴんく」として3回戦進出。
「山下本気うどん」の商標権を売却して資産が1億円を突破したことから、2022年よりそれを元手に資産5億円を目標に投資に取り組んでいる。

## 人物

### キャラ
- 2丁目劇場時代には「名ツッコミ」「2丁目のプリンス」と呼ばれていたが、渡辺のボケとしてまた芸人としての力量が上がっていくのとは対象的に、山下のツッコミの力量は衰えていき、次第に芸人としても全くウケない「スベリキャラ」「デリカシーゼロ」「金に汚い」といった醜態ぶりが定着している。しましまんずの池山心は、「ツッコむときに息を吸うからワンテンポ遅れる」ことが山下のツッコミの力量が下がった要因だとしている。
- 2008年当時は竹馬に乗れなかったため、渡辺が企画した紫SHIKIBUのオーディションに1度は落選。しかし、その後猛特訓で乗れるようになり、2ndシングル『イヲピにかえて』の発表会見時に、ようやく新メンバーとして加入することになった。
- ジャリズム解散後、宮迫博之の元相方が出資し矢部美幸が代表を務めていた「ファンタスタープロモーション」（現・ヴィズミック）にてアルバイトで山崎真実らのマネージャーを行っていた。その後吉本の上層部にこの事が発覚した際、芸人を続けるか吉本を辞めて同社のマネージャーになるかを選ぶように迫られ一旦芸人廃業を決意するが、元相方のナベアツにジャリズム再結成をもちかけられ思いとどまった。

### ギャグ
- 顔の前で両手を広げる「やましたパッカ〜」、その兄弟ギャグで開いた手を閉じる「パカしたやま」、ビートたけしのギャグであるコマネチよりも低い位置に手を添える「ヒクネチ」、「いないいないバァ」をアレンジした「いないいないパァ～」、「ぶっかぁけぇ」というギャグを持つ。
- 2008年からは「OMORO（オモロー）!」と言うギャグを使用していた。これは『今年も生だよ芸人集合 笑いっぱなし伝説』内で偶発的に生まれたギャグで、「アメリカで売れている福笑いの名前は?」という大喜利のお題に対しての答えであった。ただし、言い方はまったく違っており、現在のようなテンションをあげるギャグとしてアレンジしたのは次長課長の河本準一だった。桂三度が『世界のナベアツ』名義で活動していた時に使用した際もその言い方を踏襲しており、「OMORO!」を多用していた上にテレビ出演が多く知名度が高かったため、三度の代表的な持ちギャグとして認識され世間から発案者と思われた事から山下が「OMORO!」と言うと、「パクるな!」と周囲から言われたこともあった。三度はこのことについて世間に誤った認識が広まった事から山下が発案者である事を改めて説明した上で「ギャグの生みの親なのに、一番『OMORO!』の使い方が下手」と語っていた、後にこのギャグは三度が落語家転身するにあたり山下本人に返還された。

### 格闘技
- 格闘技が強く、道場にも通っている。その強さは本物で、前述された格闘技イベントで女子プロレスラーに判定勝ちし、やりすぎコージーの「やりすぎ格闘王決定戦」では負けた悔しさから、道場へ月1から週1のペースで通う様になるほど。第1回は準決勝進出、第2回は1回戦敗退したが、その際対戦相手のバッドボーイズ佐田が足を負傷したため復活し決勝進出、第3回は準決勝進出と好成績を残した。

### その他
- ファイナンシャル・プランニング技能士3級の資格を保有[14]。

## 主な出演番組
バラエティ
- 5時の魔法使い（東京MXテレビ、2002年7月 - 12月） - 司会
- ノブナガ（CBCテレビ、2004年11月 - 2006年3月19日） - ロケコーナー「ヤッシーの写真マラソン」に出演
- 芸人報道（日本テレビ）

アニメ
- ガンバリスト!駿（日本テレビ） - 作業員A役
- 金田一少年の事件簿（日本テレビ） - 生徒役

CM
- プロミス（2005年）